# Todd McCarthy
Todd McCarthy (* 16. Februar 1950 in Evanston, Illinois) ist ein US-amerikanischer Filmkritiker, der 31 Jahre lang für Variety tätig war, unter anderem als Chefkritiker, und anschließend bis 2020 bei The Hollywood Reporter arbeitete. Zudem war er immer wieder als Filmregisseur und Drehbuchautor von Dokumentarfilmen tätig.

## Leben
Todd McCarthy wurde 1950 in Evanston im US-Bundesstaat Illinois als Sohn von Daniel und Barbara McCarthy geboren. Seine Mutter war Cellistin und Präsidentin des Evanston Symphony Orchestra. Sein Vater war Rancher und Immobilienentwickler. McCarthy schloss 1972 sein Studium an der Stanford University ab. Im Juli 1993 heiratete er im Alter von 43 Jahren die Dokumentarfilmerin Sasha Alpert.
Von 1974 bis 1975 arbeitete McCarthy für Paramount Pictures in Los Angeles als Assistentin von Elaine May. Von 1975 bis 1977 arbeitete er für New World Pictures in Los Angeles als Direktor der Werbung und Öffentlichkeitsarbeit. Später war er als Manager der englischsprachigen Ausgaben von Le Film français tätig.
Im Jahr 1979 begann McCarthy für Variety zu schreiben. Nach seiner Entlassung dort wurde er 1991 von dem neuen Herausgeber Peter Bart gebeten, wieder zu Variety zurückzukehren, wo er sich auf das Rezensieren von Filmen konzentrieren sollte. Nach einem Eigentümerwechsel im Jahr 2009 wurde McCarthy abermals entlassen und schrieb in der Folgezeit für IndieWire. Kaum ein Jahr später bot ihm Janice Min den neu geschaffenen Job als Chef-Filmkritiker von The Hollywood Reporter an. Sie erklärte sich zudem bereit, einige ehemalige Kollegen von Variety anzustellen, so David Rooney als Schreiber über die New Yorker Theater- und Filmszene, Deborah Young in Rom, Leslie Felperin in Großbritannien und Jordan Mintzer in Paris.
Im Zuge einer Kündigungswelle nach einem Eigentümerwechsel bei The Hollywood Reporter wurde McCarthy im Frühjahr 2020 entlassen, wie auch sein langjähriger Kollege David Rooney bei Variety, der jedoch wenige Wochen später sein Nachfolger als Chef-Filmkritiker von The Hollywood Reporter wurde.
McCarthy war in seinem Leben immer wieder selbst als Filmemacher tätig. Im Jahr 1990 schrieb er das Drehbuch für die Episode Preston Sturges: The Rise and Fall of an American Dreamer in dem Dokumentarfilm American Masters, auch Hollywood Mavericks, ein Film, der einen Emmy Award erhielt. Zudem führte er bei insgesamt vier weiteren Dokumentarfilmen Regie.
Im Jahr 2024 wurde er beim 77. Filmfestival von Cannes als Jurymitglied der Sektion Un Certain Regard bestimmt.
McCarthy ist Mitglied der Los Angeles Film Critics Association und der National Society of Film Critics.

## Filmografie
- 1990: American Masters, Episode: Preston Sturges: The Rise and Fall of an American Dreamer (Dokumentarfilm)
- 1992: Visions of Light (Dokumentarfilm)
- 1995: Claudia Jennings (Dokumentarfilm)
- 1999: Forever Hollywood (Dokumentarfilm)
- 2007: Man of Cinema: Pierre Rissient (Dokumentarfilm)